# Bathyraja trachouros
Bathyraja trachouros är en rockeart som först beskrevs av Ishiyama 1958.  Bathyraja trachouros ingår i släktet Bathyraja och familjen egentliga rockor. IUCN kategoriserar arten globalt som livskraftig. Inga underarter finns listade.